# Mirapeisset
Mirapeisset (en francès Mirepeisset) és un municipi francès situat al departament de l'Aude i a la regió d'Occitània.